# Đường cao tốc S3 (Ba Lan)
Đường cao tốc S3 (tiếng Ba Lan Droga ekspresowa S3) là con đường lớn ở Ba Lan, được xây dựng để chạy từ Świnoujście trên biển Baltic qua Szczecin, Gorzow Wielkopolski, Zielona Góra và Legnica, đến biên giới với Cộng hòa Séc, nơi nó sẽ kết nối với đường cao tốc D11. Tổng chiều dài dự tính là 470 km (290 mi), trong đó 361.3 km  mở cửa cho giao thông (trong đó 6.1 km đường xe lửa) và 68,2 km đang được xây dựng (kể từ tháng 1 năm 2019).
Đường cao tốc A3 đã được lên kế hoạch xây dựng dọc theo tuyến đường này trước đó, nhưng quyết định được đưa ra là xây dựng một "đường cao tốc" quy mô nhỏ hơn vì mật độ giao thông xe tự lái được đánh giá là quá thấp. Tuy nhiên, S3 có các thuộc tính quan trọng của đường cao tốc, bao gồm tách biệt vật lý, hạn chế qua lại, tất cả trừ một nút giao được phân tách theo cấp và (ít nhất là hai làn liên tục ở mỗi hướng cũng như làn khẩn cấp (làn chức năng). Một tuyến đường khác đã được lên kế hoạch như một cao tốc mới có tên DK3 nằm song song với S3, thay thế cho con đường này. Điều này trái ngược với hầu hết các "đường cao tốc" ở Ba Lan được xây dựng bằng cách nâng cấp các con đường hiện có.
Phần mở rộng lớn gần đây nhất của S3 là 82.0 km đường về phía nam của Szczecin đến Gorzów Wlkp. Phần này đã được xây dựng trên một tuyến mới, bên ngoài các thị trấn, và về cơ bản là theo tiêu chuẩn đường cao tốc. Toàn bộ đoạn S3 nằm giữa Międzyrzecz và Sulechów (43 km) được hoàn thành vào tháng 8 năm 2013 và hoàn toàn mở cửa cho giao thông. Đường cao tốc S3 giữa Międzyrzecz và đường tránh của Gorzów Wlkp. (37,6 km) đã được hoàn thành vào tháng 5 năm 2014.
Vào tháng 8 năm 2013, Tổng cục Ba Lan về Đường bộ và Đường cao tốc Ba Lan đã công bố đấu thầu xây dựng hai đoạn đường cao tốc giữa Nowa Sól ở Lubusz Voivodeship và Legnica ở Lower Silesian Voivodeship (đến ngã ba với A4)  và để xây dựng đoạn đường thứ hai của Đường vòng Gorzów Wielkopolski và trong một phần của đường cao tốc giữa Sulechów và Nowa Sól. Chúng sẽ được thực hiện trong năm 2017-2018 theo lịch trình.
Hầu hết phần giữa A4 tại Legnica và biên giới Séc sẽ không được bắt đầu xây dựng trước năm 2017. Một số tiền được phân bổ cho dự án này đã được tái sử dụng để xây dựng đường cao tốc S2 ở Warsaw. Các quan chức chính phủ đã giải thích quyết định này bởi thực tế là đường cao tốc kết nối ở phía Séc sẽ không được xây dựng trước năm 2018. Sau đó, quyết định đã được đảo ngược một phần. Bây giờ đã có kế hoạch xây dựng 35.8 km đường giữa Legnica và Bolków trong khung thời gian 2015-2018. Hợp đồng được ký vào tháng 10 năm 2015 và ngày hoàn thành dự kiến vào năm 2019. Hai hợp đồng cho phần còn lại từ Bolków đến biên giới Séc đã được ký vào tháng 10 năm 2018, với ngày hoàn thành là tháng 11 năm 2021 và tháng 6 năm 2023.
| Đoạn đường cao tốc              | Chiều dài           | Xây dựng                                                                                      | Ghi chú |
| Świnoujście -Troszyn            | 34,5 km (21,44 dặm) | Theo kế hoạch, DŚU chưa sẵn sàng                                                              | Dự định hoàn thành trong năm 2018-2022 |
| Đường vòng Troszyn              | 5,1 km (3,17 mi)    | Hoàn thành 2009-2011                                                                          | Làn kép |
| Đường vòng Brzozowo             | 4,8 km (2,98 mi)    | Đã đấu thầu                                                                                   | Dự định hoàn thành vào năm 2021 |
| Brzozowo- Miękowo               | 10,7 km (6,65 mi)   | Đã đấu thầu                                                                                   | Dự định hoàn thành vào năm 2021 |
| Đường vòng Miękowo              | 4,8 km (2,98 mi)    | Thực hiện vào năm 2009-2012                                                                   | |
| Miękowo- Rurka                  | 8,5 km (5,28 mi)    | Đã có sẵn, đấu thầu để nâng cấp                                                               | Dự định sẽ được hiện đại hóa vào năm 2021 |
| Rurka-Rzęśnica                  | 13,3 km (8,26 mi)   | Đã có sẵn, đấu thầu để nâng cấp                                                               | Dự định sẽ được hiện đại hóa vào năm 2021 |
| Rzęśnica- Dąbie (Szczecin)      | 4,6 km (2,86 mi)    | Đã có sẵn, đấu thầu để nâng cấp                                                               | Dự định sẽ được hiện đại hóa vào năm 2020 |
| Dąbie (Szczecin) -Klucz         | 10,6 km (6,59 mi)   |                                                                                               | Song song với đường A6 |
| Klucz- Pyrzyce                  | 28,2 km (17,52 mi)  | Xây dựng 18.02.2008-26.05.2010                                                                | |
| Pyrzyce- Myśliborz              | 26,8 km (16,65 mi)  | Xây dựng 02.11.2007-22.10.2010                                                                | |
| Myśliborz- Gorzów Wielkopolski  | 26,7 km (16,59 mi)  | Được xây dựng 2008-2010                                                                       | |
| Đường vòng Gorzów Wielkopolski  | 11,8 km (7,33 mi)   | Xây dựng một chiều 2003-2007; Đường xe lửa thứ hai khai trương vào tháng 10 năm 2017          | |
| Gorzów Wielkopolski-Międzyrzecz | 37 km (22,99 mi)    | Xây dựng 14,07.2011-15.05.2014                                                                | |
| Đường vòng Międzyrzecz          | 6,37 km (3,96 mi)   | Xây dựng một chiều 2004-2016; Đường xe lửa thứ hai khai trương vào tháng 10 năm 2016          | |
| Międzyrzecz-Sulechów            | 43 km (26,72 mi)    | Xây dựng 2010-21.08.2013                                                                      | Đã mở ở 4 phân khúc: · 27.05.2013 (từ Jordanowo đến Świebodzin Północ) · 17.06.2013 (từ Świebodzin Południe đến Sulechów) · 11/07/2012 (từ Świebodzin Północ đến Świebodzin Południe) · 21.08.2013 (từ Międzyrzecz Południe đến Jordanowo) |
| Sulechów- Nowa Sól              | 44 km (27,34 mi)    | Đường thứ hai: Xây dựng bắt đầu vào ngày 10 tháng 4 năm 2015, Hoàn thành vào tháng 7 năm 2017 | Cầu bắc qua sông Oder sẽ được mở hoàn toàn vào năm 2019 sau khi xây dựng lại tuyến đường cũ |
| Nowa Sól-Kaźmierzów             | 33,3 km (20,69 mi)  | Khai trương tháng 6 năm 2018                                                                  | |
| Kaźmierzów-Legnica              | 47,9 km (29,76 mi)  | Khai trương tháng 6 năm 2018                                                                  | |
| Legnica- Bolków                 | 35,84 km (22,27 mi) | Khai trương tháng 10 năm 2018                                                                 | |
| Bolków- Kamienna Góra Północ    | 16,2 km (10,07 mi)  | Hợp đồng thiết kế và xây dựng ký ngày 17 tháng 10 năm 2018                                    | Kế hoạch hoàn thành trong nửa đầu năm 2023 [8] |
| Kamienna Góra Północ- Lubawka   | 15,3 km (9,51 mi)   | Hợp đồng thiết kế và xây dựng ký ngày 17 tháng 10 năm 2018                                    | Kế hoạch hoàn thành vào nửa cuối năm 2021 |

## Lịch sử
Cao tốc A3 là một đường cao tốc được lên kế hoạch là sẽ được xây dựng ở phía tây Ba Lan từ năm 1993  đến 2001 . Nó bắt đầu ở Szczecin, liên kết Zielona Góra, Bolków và kết thúc ở Lubawka trên biên giới Ba Lan-Séc. Năm 2001, dự án đã được thay đổi và tuyến đường sẽ được xây dựng như đường cao tốc S3.

### Kế hoạch tuyến đường ban đầu
Một số bản đồ đường bộ được xuất bản vào những năm 1990 có một tuyến đường gần giống với đường cao tốc, ở một số nơi khác với tuyến đường S3 hiện nay.
Đường cao tốc đã được lên kế hoạch bắt đầu trên giao lộ của Rad Radisisewew với đường quốc lộ 118 (đường 31 hiện tại), chạy về phía Pyrzyce, nơi nó có thể chạy song song với quốc lộ 3 giữa Pyrzyce và Gorzów Wielkopolski. Từ Gorzów, A3 đã được lên kế hoạch chạy thẳng đến Jordanowo, nơi được lên kế hoạch xây dựng một nút giao với đường cao tốc A2 và đường 3, đi qua Swiebodzin, qua Sulechów, qua sông Oder bằng một cây cầu mới và sử dụng đường tránh Zielona Góra hiện có.
Từ Zielona Góra, đường cao tốc đã được lên kế hoạch xây dựng ở phía tây Nowa Sól, có một ngã ba với đường 3 gần ngã tư với đường voivodeship 292 và một đường khác gần Gaworzyce. Nếu được xây dựng, A3 sẽ là đường tránh phía đông của Legnica, kết nối với đường cao tốc A4 trên ngã ba đường Gn Gnomierz và chạy song song với đường 3 đến Bolków. Trên đoạn đường cuối cùng, đường cao tốc sẽ chạy song song với quốc lộ 371 (đường 5 hiện tại), đi qua Kamienna Góra và kết thúc tuyến đường trên biên giới Cộng hòa Séc Ba Lan, nối với quốc lộ Séc 16.